# Мери Сомервил
Мери Сомервил (Ферфакс, 26. децембар 1780 – Напуљ, 29. новембар 1872) била је шкотска математичарка и полихостор.
Студирала је математику и астрономију и била је номинована да буде прва женска чланица Краљевског астрономског друштва истовремено са Каролином Хершел. Када је Џон Стјуарт Мил, филозоф и економиста, организовао велику петицију у Парламенту да женама даје право гласа, он је њен потпис ставио први на петицију. Када је умрла 1872. године, Јутарње новине су у својој умрлици изјавиле да "Које год потешкоће имали током средине деветнаестог века у избору краља науке, не би могло бити никаквог питања о краљици науке". Сомервил колеџ, колеџ Универзитета у Оксфорду, добио је име по њој, одражавајући врлине либерализма и академског успеха које је факултет желео да уобличи. Она је представљена на предњој страни новчанице Краљевске банке Шкотске од 10 фунти, лансиране 2017. године, заједно с цитатом из њеног дела Повезаност физичке науке. Написала је неколико дела из астрономије и физике. Превела је на енглески језик дело „Небеска механика’’, чувено Лапласово дело. Водила је научну преписку са тада познатим научницима: Геј-Лисаком, Лапласом, Арагоом и другима. Ученица Мери Сомрвил, Ада Лавлејс Бајрон, такође се бавила математиком, а нарочито математичким машинама.

## Биографија

### Рођење и одрастање
Рођена је у Џедбороу на југу Шкотске. У тренутку када се Мери родила, њен отац, тадашњи поморски официр, а касније вицеадмирал енглеске флоте, Џорџ Ферфакс, био је на мору. Њена мајка Маргарет Чартерс, друга жена Вилијама Ферфакса, налазила се на испраћају мужа и на повратку кући задржала се на имању своје сестре Марте Чартерс и њеног мужа Томаса Сомервила у Џедбороу. Тада се родила Мери, пето од седморо деце, од којих је троје умрло у раној младости. Била је одгајана заједно са братом, који је био три године старији од ње. Мерина сестра била је седам година млађа, а њен брат десет. Мери Сомервил је била у сродству са Џорџом Вашингтоном, првим председником САД. Старији полубрат и старатељ Џорџа Вашингтона био је ожењен Аном Фирефакс, она је потицала из једне гране фамилије вицеадмирала Ферфакса. У току Америчког рата за независност, капетан Ферфакс био је послат заједно са британским трупама у Америку. У тренутку када је боравио у једном британсом утврђењу, био је позван у породичну посету код Џорџа Вашингтона. Капетан је одбио позив, што је за последицу имало да буде укорен од предпостављених због кореспонденције са непријатељем. Иако је Мери долазила из добростојеће породице, њено формално образовање било је оскудно и насумично. Мерина мајка није инсистирала ни на чему другом, осим да Мери научи „да чита Библију и изговара молитве’’. Према речи Мери Сомервил, мајка ју је тим поступком пустила да „одраста као дивље створење’’. Мери је научила да чита, али не и да пише у једној школи интернатског типа за девојке, у којој је провела годину дана. Према њеним речима време у овој школи јој није остало у пријатној успомени, као и да се по одласку из школе у Маселбороу осећала „као дивља звер која бежи из кавеза’’. При повратку кући у Бернтајленд је почела сама да се образује, тако што је читала све књиге које је могла да нађе у кући.

### Школовање
У време када је са мајком била у Единбургу, стекла је прва знања из аритметике, тада је имала тринаест година. Тада је похађала и школу за писање. Мерин приватни живот био је посвећен учењу, док је њен друштвени живот био онакав какав се од младе даме тог времена и очекивао, пријеми, посете, балови, позоришта, концерти... Мери Сомервил је поред кућних послова, учила да свира клавир. Похађала је и часове сликања код уметника Александра Насмита. Слушала га је како предаје другим ученицима и сазнала је да Еуклидови „Елементи’’ представљају основу за разумевање перспективе у сликарству, као и основу за разумевање астрономије и других наука. Због њега се заинтересовала и за математику. Уз помоћ приватног учитеља њеног брата почела је да изучава Еуклидове „Елементе’’. Од њега Мери добија и елементарну литературу из алгебре, коју самостално изучава. Мерин интерес за алгебру имао је и други узрок. У часопису „Дневник за даме’’ или „ Женски алманах’’, који потиче из осамнаестог и прве половине деветнаестог века, изашла је нота о Адином преводу Менабријевог чланка о Бебиџовој аналитичкој машини. О томе Баум пише: „Постојале су у Енглеској жене које су потписивале математичке чланке у популарним часописима, и постојали су утицајни часописи, као што је Единбуршки часопис, који су пружали психолошку подршку женама са интелектуалним склоностима. Мада је „Дневник за даме’’, најпопуларнији међу математичким часописима, првенствено охрабривао жене да удруже памет са лепотом, он је привлачио озбиљне аматере оба пола. То је било респектабилно место за постављање математичких проблема и подстицање дискусија. Модни часописи су за даме у то време обично имали енигматске рубрике. Наилазећи на загонетке у којима су се појављивали неки мистериозни симболи, први пут се упознала са неким елементарним алгебарским задацима. Сигурно је нека слична публикација подстакла код госпођице Сомервил интерес за математику. Једанпут се за време чаја присетила да је као девојка добила примерак модног магазина за даме, који је садржао загонетку чији је одговор био у неким чудним симболима. То су били алгебарски знаци. Тај магазин је њу и увео у свет Еуклидске геометрије и бројева.’’

## Научна истраживања

### Научна истраживања током првог брака
Мери Сомервил се удала за свог рођака Самуела Грега, када је имала 24 године. Пошто је он био капетан руске флоте, њени родитељи нису желели да Мери живи у Русији па су пристали на венчање тек када се Грег вратио у Лондон. Мери и Грег су у браку имали два сина, Воронцова и Вилијама Џорџа.
Самуел Грег је мислио да није прикладно женама тога времена да се баве научним радом, али се он ипак није мешао у достигнућа своје жене. Након три године брака Мерин муж је преминуо. То је дало Мери додатну снагу, па је она независна од својих родитеља и мужа могла да употреби своје наследство и финансира своја истраживања на подручју науке. Њена родбина се снажно противила Мериним научним радом али је она упркос тога одлучила да крене изучавање Фергусове Астрономије и Њутнових Принципа.
После смрти Грега, Мери се заједно са децом вратила у Единбург. Ту је стално била у кругу пријатеља који су је подржавали и охрабривали у изучавању математике и других наука. Њени најближи пријатељи били су познати математичари Вилијам Валас, Џон Лесли, Џон Плејфер. 
Вилијам Валас је био познати наставник, предавао је у Краљевском војном колеџу и писао је математички часопис „Математички зборник“, а он је имао и рублику за математичке проблеме намењене читаоцима. Након што је решила више проблема у том часопису Мери је почеле да сарађује са Вилијамом, а добила је и награду за решавање једног од тих решења 1811. године.

### Научна истраживања током другог брака
Мери се по други пут удала 1812. године за свог рођака Вилијама Сомервила. Вилијам је по занимању био лекар. Вилијам је био син Томаса и Марте Сомервил, а у њиховој кући је Мери рођена.
Доктор Сомервил је био хирург Британске морнарице. Он је имао много разумевања за Мерино занимање на подручју науке и стално ју је бодрио да настави изучавање математике.
Мери и Вилијам су имали четворо деце. У току 1814. године двоје Мерине деце је преминуло. У то време они су живели у Единбургу па је Мери могла да контактира своје пријатељ математичаре. Поред математике Мери је изучавала ботанику и усавршавала грчки језик, а заједно са својим мужем се бавила и геологијом.
Вилијам Сомервил је добио посао као инспектор војних болница па је породица морала да се пресели у Лондон. Вилијам је брзо након тога изабран за члана Краљевског друштва, па су тако Мери и он ушли у највише научне кругове. За Мери су посебно била значајна познанства са Џоном, Вилијамом и Каролином Хершел и Чарлсом Бебиџем. Она је инспирисала Аду Левлејс, Бајронову ћерку да се бави математиком.
Мери је озбиљно почела да се бави и посвећује математици 1813. године након што је због препоруке Валаса купила одговарајућу и напредну литературу.

### Највећа научна достигнућа
Мери Сомервил је 1825. године почела да се бави експериментима из магнетизма, да би већ 1826. послала Краљевском друштву свој рад „Магнетна својства љубичастих зрака Сунчевог спектра“. Поред астрономских посматрања Каролине Хершел, тај рад је био први рад једне жене објављен у Краљевском друштву и у часопису тог друштва.
1827. Лорд Брохам је послао Мери молбу преко мужа да она крене да пише модерну верзију Лапласове Небеске механике и Њутновог Принципа. Мери није била сасвим сигурна да ће успети да успешно уради овај задатак па је по њеној жељи рад остао тајност, како би се ако дође до неуспеха могао обрисати рукопис и ништа не би стигло до јавности. Њен рад по имену „Механизам небеса“ није био неуспешан већ се сматра једним од њених најважнијих научних радова. У њену част и признање њеног рада у холу Краљевског друштва у Лондону, је израђена њена биста.
Заједно са својим мужем Мери је провела две године у Француској где је могла да буде у контакту са познатим француском математичарима. Она и њен муж су провели 1832. – 1833. годину у Паризу где су помагали у израдњи научног дела „Везе међу физичким наукама“. Она је у овом делу писала о својим мишљењима о хипотетичкој планети која утиче на кретање Урана, па је овим делом инспирисала познатог астронома Адамса чија су истраживања довела до открића Нептуна.

### Признања и дела
Мери Сомервил добила је многа признања. Изабрана је у Краљевско астрономско друштво и
била је почасни члан многих научних друштава у разним земљама. Она се залагала за право
жена на образовање и право гласа. Када је британски филозоф и економиста Џон Стјуарт Мил
организовао кампању за право гласа за жене, Мери Сомервил је на његов захтев била прва
потписница петиције. Написала је неколико радова, укључујући Физичку географију,
објављену 1848. године, која су се користила у школама и на универзитетима све до почетка
двадесетог века. Као резултат тога, изабрана је за члана Америчког географског и статистичког друштва (1857) и Италијанског географског друштва (1870). 1870. године од Краљевског
географског друштва добила је златну медаљу Викторије. Мери Сомервил никада није
посетила Сједињене Државе, али се дописивала са многим угледним Американцима. Њен
бестселер Везе међу физичким наукама доживео је неколико издања у САД. Међу њеним
многобројним посетиоцима били су амерички писци Вашингтон Ирвинг и Хенри Вордсворт
Лонгфелоу. Била је почасни члан неколико америчких научних друштава.
У књизи Молекуларна и микроскопска наука, објављеној 1869. године, када је Мери било 89
година, направила је преглед најновијих oткрића из физике и хемије. Исте године је довршила
биографију, коју је након њене смрти објавила њена ћерка Марта. Иако глува и физички слаба
у последњим годинама свог живота, задржала је ментални капацитет и, према сопственим
речима, читала књиге о алгебри и чак решавала проблеме. Пред крај свог живота написала је
о себи да понекад математичке проблеме налази тешким, али остаје упорна, јер ако данас не
успе, сутра се враћа проблему. Умрла је у Напуљу. Сомервил колеџ у Оксфорду добио је име по Мери Сомервил.

## Дела
- 1826 "On the magnetizing power of the more refrangible solar rays"
- 1831 Mechanism of the heavens. 1831.
- 1832 „A Preliminary Dissertation on the Mechanisms of the Heavens”.  https://books.google.com/books/about/A_preliminary_dissertation_on_the_mechan.html?id=STJYAAAAYAAJ. Недостаје или је празан параметар |title= (помоћ)
- 1834 On the Connection of the Physical Sciences
- 1848 Physical geography. Philadelphia, Lea & Blanchard. 1850.
- 1869  0001 https://archive.org/details/b21496766 0001 Проверите вредност параметра |url= (помоћ). Недостаје или је празан параметар |title= (помоћ)
- 1874  Personal recollections, from early life to old age, of Mary Somerville. With selections from her correspondence. Boston, Roberts brothers. 1874.